# Geolier
Geolier, pseudonimo di Emanuele Palumbo (Napoli, 23 marzo 2000), è un rapper italiano.
Ha esordito nel 2018 con il singolo P Secondigliano insieme al rapper Nicola Siciliano. Nel 2019 firma per BFM Music, con la quale ha pubblicato nell'ottobre dello stesso anno il suo album di debutto Emanuele. I suoi album successivi, Il coraggio dei bambini (2023) e Dio lo sa (2024), sono diventati dei successi a livello nazionale scalando le classifiche italiane. Nel 2024 ha partecipato al 74º Festival di Sanremo, classificandosi secondo con il brano I p' me, tu p' te; la sua esibizione e partecipazione al festival sono state al centro di controversie.
Durante la sua carriera ha ottenuto ottantanove dischi di platino e trentasette d’oro, rendendolo il 18º artista più certificato dell’epoca FIMI.

## Biografia

### 2018-2020: Primi anni,Emanuele
Nato nel 2000 a Napoli, è cresciuto nel quartiere di Secondigliano, più specificamente nel Rione Gescal, ascoltando i dischi dei Co'Sang, Club Dogo, Michael Jackson, Nas, 50 Cent e Rocco Hunt. Si avvicina alla musica hip hop grazie alle gare di freestyle, dove si esibisce facendosi chiamare con il solo nome di battesimo Emanuele. Il suo nome d'arte deriva dalla parola francese geôlier, che significa "secondino", che è anche il soprannome con cui vengono designati gli abitanti di Secondigliano.
Nel 2018 Mercedes, Queen e Mexico. L'anno successivo Geolier ha firmato per la BFM Music, etichetta discografica indipendente fondata da Luchè, con la quale ha pubblicato nell'ottobre dello stesso anno l'album di debutto Emanuele. Il disco si caratterizza per la presenza di alcune collaborazioni con vari artisti, tra cui lo stesso Luchè, Emis Killa, Guè, Lele Blade e MV Killa. In meno di un anno, il disco è stato certificato disco di platino dalla FIMI per le oltre 50 000 unità vendute a livello nazionale; per la sua promozione sono stati pubblicati i singoli Como te, Narcos e Yacht. L'album verrà successivamente ripubblicato nella metà del 2020 sotto il titolo di Emanuele (marchio registrato), comprensivo di quattro inediti e il remix di Na catena, in collaborazione con Roshelle.

### 2020-2022: Collaborazioni con altri artisti
Il 2020 è un anno ricco di collaborazioni per Geolier. Nel mese di gennaio esce il singolo Fuego, inciso insieme a Neves17 e Lele Blade, mentre qualche settimana dopo viene pubblicato il singolo del produttore Dat Boi Dee, Vamos pa la banca, in cui Geolier, Samurai Jay e Lele Blade si alternano alla voce. Nei mesi successivi ha partecipato alla produzione di Nena di Boro Boro, con Shablo e Sfera Ebbasta nel singolo M' manc, con Gué Pequeno in Cyborg, con Anna Tatangelo nel singolo Guapo, con Shiva e Lazza nel brano Friend. Il 28 agosto seguente viene pubblicato il remix della traccia Narcos, realizzato con Lazza, mentre a settembre ha collaborato in tre tracce contenute nell'album Buongiorno di Gigi D'Alessio, oltre alla traccia Valentino di Vale Lambo, contenuta in Come il mare.
Successivamente ha preso parte al primo disco di Samurai Jay nella traccia Resta con me, e collabora con CoCo nel brano Troppi soldi, con Gemitaiz ed Emis Killa in Alright, con Peppe Soks in Motel e con MV Killa e Yung Snapp in Luntan a me.
Le collaborazioni sono proseguite anche nei successivi due anni, precisamente con Mace (Top Boy), Sfera Ebbasta (Tik Tok RMX), Rocco Hunt (Che me chiamme a fa?), Emis Killa e Jake La Furia (No Cap) e Sick Luke (Creatur).

### 2022-2023:Il coraggio dei bambini
Il 28 ottobre 2022 Geolier è tornato sulle scene musicali con il singolo Chiagne, che vede la partecipazione di Lazza e del duo di produttori Takagi & Ketra, mentre il 18 novembre ha reso disponibile Money. Il 6 dicembre seguente ha annunciato il secondo album in studio Il coraggio dei bambini (2023).
L'album è stato pubblicato esattamente un mese dopo, il 6 gennaio 2023, comprendente di collaborazioni di artisti quali Sfera Ebbasta, Shiva, Michelangelo, Paky, Guè e Lele Blade. Il 3 marzo seguente viene estratto il singolo Come vuoi. Il 7 aprile è stata pubblica la riedizione dell'album, sottotitolata Atto II e comprensiva di sei tracce bonus, tra cui collaborazioni con Giorgia e Marracash. Nel corso dell'anno sono usciti i singoli Me vogl bene di MV Killa e Oro e diamanti (mane e mane 2.0) di Neves17 insieme a Enzo Avitabile, entrambi caratterizzati dalla partecipazione di Geolier come artista ospite.
Nel 2023 la rivista Forbes Italia lo ha inserito tra gli under 30 italiani che avranno maggiore impatto nel futuro per la categoria musica. Il 13 settembre ha partecipato al Red Bull 64 Bars con il freestyle Campioni in Italia, pubblicato sulle piattaforme digitali solo il successivo 24 novembre. Un mese dopo è uscito il singolo Everyday di Takagi & Ketra, dove Geolier collabora con Shiva e Anna; il singolo ha debuttato in cima alla classifica dei singoli italiana.

### 2024-presente: Festival di Sanremo 2024 eDio lo sa

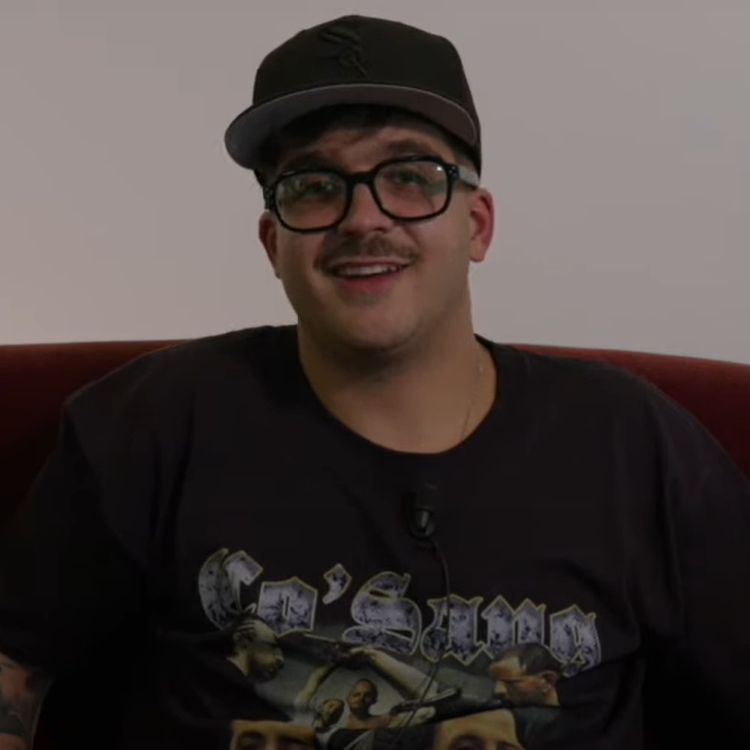
Geolier nel 2024

Il 12 gennaio 2024 ha collaborato con Michelangelo al singolo Baby U Want Me di Vale Lambo, mentre il 18 dello stesso mese è la volta di Switch, singolo del produttore discografico Rvchet e in collaborazione con Guè e con i rapper albanesi Finem e BM.
Nel febbraio 2024 ha debuttato in gara al 74º Festival di Sanremo con il brano I p' me, tu p' te, giunto al secondo posto nella serata conclusiva; in quella dedicata alle cover della suddetta manifestazione, il rapper ha vinto la serata con un medley eseguito insieme a Guè, Luchè e Gigi D'Alessio. All'indomani della sua vittoria nella serata cover del Festival di Sanremo 2024, Geolier è stato accolto da fischi sia da parte del pubblico in sala che dai componenti della sala stampa, oltre a commenti negativi sui social network. Le polemiche sono proseguite anche nella serata conclusiva della manifestazione a causa dell'alto numero raggiunto con il televoto. Lo stesso sistema fu inoltre bloccato temporaneamente per diverso tempo a seguito dei continui voti verso il rapper, causando un intasamento del sistema e mettendo in dubbio l'effettiva seconda posizione da lui acquisita nella classifica finale. Ciò ha spinto la questura di Napoli ad aprire un esposto per valutare l'effettiva alterazione del televoto.
Il 1º marzo 2024 ha collaborato con Kid Yugi nel brano Terr1, mentre nelle settimane successive con Mahmood in Personale e ancora insieme a Sfera Ebbasta nel brano di Tony Effe Pillole.
Dopo una serie di indiscrezioni iniziate nel maggio 2023, Geolier ha pubblicato L'ultima poesia in collaborazione con Ultimo il 22 marzo 2024, il quale debutta in cima alla classifica FIMI. Il 10 maggio successivo è la volta di El Pibe de Oro. Il 7 giugno è il turno del suo terzo album in studio Dio lo sa (2024), dal quale viene estratto il singolo radiofonico Una vita fa in collaborazione con Shiva. Tra febbraio e marzo 2024 vengono trasmessi gli episodi del talent show Nuova Scena distribuito da Netflix, in cui l'artista riveste il ruolo di giudice insieme ai colleghi Fabri Fibra e Rose Villain.
Dal 21 al 23 giugno 2024 ha tenuto tre concerti consecutivi completamente sold out allo Stadio Diego Armando Maradona di Napoli (primo artista a riuscirci). Ha collaborato poi col rapper tedesco Summer Cem nel singolo Limit Yok. Nel settembre dello stesso anno, il suo brano I p' me, tu p' te è stato incluso nella colonna sonora di EA Sports FC 25.
Il 22 novembre 2024 è uscito Dio lo sa - Atto II, riedizione dell'album contenente otto tracce bonus. Tra marzo e aprile 2025 è stata distribuita la seconda stagione del reality Nuova Scena, sempre su Netflix.

## Discografia
- 2019 – Emanuele
- 2023 – Il coraggio dei bambini
- 2024 – Dio lo sa

## Tournée
- 2023 – Il coraggio dei bambini tour
- 2024/26 – Geolier Live

## Partecipazioni a manifestazioni canore
- Festival di Sanremo (Rai 1)
  - 2024 – 2º posto con I p' me, tu p' te

## Filmografia
- Sarò con te, regia di Andrea Bosello (2024)
- Io e te dobbiamo parlare, regia di Alessandro Siani (2024) - cameo

## Web TV
- Nuova Scena (Netflix, 2024-2025)

## Opere
- Per sempre, Electa, 19 novembre 2024, ISBN 978-88-91842862.

## Riconoscimenti
- Forbes Italia
  - 2023 – Inserimento tra gli under 30 italiani di maggiore impatto nel futuro nella categoria "Musica"[26]